# Discografia di Ciara
La discografia di Ciara, cantante R&B e pop, è composta da 7 album in studio, un album video 1 extended play e 40 singoli di cui 9 come artista ospite e 28 video musicali, inclusi i 7 come artista ospite.

## Album

### Album in studio
| Anno                                                                                 | Titolo | Posizione massima in classifica | Posizione massima in classifica | Posizione massima in classifica | Posizione massima in classifica | Posizione massima in classifica | Posizione massima in classifica | Posizione massima in classifica | Posizione massima in classifica | Posizione massima in classifica | Vendite                               | Certificazioni                                                  |
| Anno                                                                                 | Titolo | USA                             | AUS                             | CAN                             | FRA                             | GER                             | IRE                             | NZL                             | SWI                             | UK                              | Vendite                               | Certificazioni                                                  |
| ------------------------------------------------------------------------------------ | --- | ------------------------------- | ------------------------------- | ------------------------------- | ------------------------------- | ------------------------------- | ------------------------------- | ------------------------------- | ------------------------------- | ------------------------------- | ------------------------------------- | --------------------------------------------------------------- |
| 2004                                                                                 | Goodies - Pubblicato: 28 settembre 2004 - Etichetta: LaFace - Formato: CD, LP, cassette, download digitale         | 3                               | 46                              | —                               | 65                              | 67                              | 36                              | 29                              | 52                              | 26                              | - Mondo: 5.000.000+ - USA: 2.748.000+ | - CAN: Platino - IRE: Oro - NZ: Oro - UK: Oro - USA: 3× Platino |
| 2006                                                                                 | Ciara: The Evolution - Pubblicato: 5 dicembre 2006 - Etichetta: LaFace - Formato: CD, cassette, download digitale  | 1                               | 76                              | —                               | 49                              | 32                              | 29                              | 21                              | 15                              | 17                              | - USA: 1.300.000+                     | - UK: Argento - USA: Platino                                    |
| 2009                                                                                 | Fantasy Ride - Pubblicato: 3 maggio 2009 - Etichetta: LaFace - Formato: CD, download digitale                      | 3                               | 39                              | 22                              | 34                              | 77                              | 10                              | —                               | 13                              | 9                               | - USA: 250.000+                       |                                                                 |
| 2010                                                                                 | Basic Instinct - Pubblicato: 10 dicembre 2010 - Etichetta: LaFace, Jive - Formato: CD, download digitale           | 44                              | —                               | —                               | —                               | —                               | —                               | —                               | 83                              | —                               | - USA: 116.000+                       |                                                                 |
| 2013                                                                                 | Ciara - Pubblicato: 5 luglio 2013 - Etichetta: Epic - Formato: CD, download digitale                               | 2                               | 35                              | 21                              | 163                             | —                               | —                               | —                               | 63                              | 42                              | - USA: 208.000+                       |                                                                 |
| 2015                                                                                 | Jackie - Pubblicato: 04 maggio 2015 - Etichetta: Epic - Formato: CD, download digitale                             | 17                              | 53                              | —                               | —                               | —                               | —                               | —                               | —                               | 46                              | - USA: 60.000+                        |                                                                 |
| 2019                                                                                 | Beauty Marks - Pubblicato: 10 maggio 2019 - Etichetta: Beauty Marks, Warner Bros. - Formato: CD, download digitale | 87                              | —                               | —                               | —                               | —                               | —                               | —                               | —                               | —                               |                                       |                                                                 |
| "—" indica che l'opera non è stata pubblicata o non si è classificata in quel paese. | |                                 |                                 |                                 |                                 |                                 |                                 |                                 |                                 |                                 |                                       |                                                                 |

### Album video
| Anno | Titolo                                                                                    | Certificazioni |
| ---- | ----------------------------------------------------------------------------------------- | -------------- |
| 2004 | Goodies: The Videos & More - Pubblicato: 7 giugno 2005 - Etichetta: LaFace - Formato: DVD | - USA: Platino |

## Singoli

### Come artista principale
| Anno                                                                                 | Titolo                                                          | Posizione massima in classifica | Posizione massima in classifica | Posizione massima in classifica | Posizione massima in classifica | Posizione massima in classifica | Posizione massima in classifica | Posizione massima in classifica | Posizione massima in classifica | Posizione massima in classifica | Album          |
| Anno                                                                                 | Titolo                                                          | USA                             | AUS                             | CAN                             | FRA                             | GER                             | IRE                             | NZL                             | SWI                             | UK                              | Album          |
| ------------------------------------------------------------------------------------ | --------------------------------------------------------------- | ------------------------------- | ------------------------------- | ------------------------------- | ------------------------------- | ------------------------------- | ------------------------------- | ------------------------------- | ------------------------------- | ------------------------------- | -------------- |
| 2004                                                                                 | Goodies (feat. Petey Pablo)                                     | 1                               | 19                              | —                               | 27                              | 10                              | 4                               | 10                              | 10                              | 1                               | Goodies        |
| 2004                                                                                 | 1, 2 Step (feat. Missy Elliot)                                  | 2                               | 2                               | —                               | 31                              | 7                               | 3                               | 2                               | 5                               | 3                               | Goodies        |
| 2005                                                                                 | Oh (feat. Ludacris)                                             | 2                               | 7                               | —                               | 48                              | 7                               | 7                               | 5                               | 11                              | 4                               | Goodies        |
| 2005                                                                                 | And I                                                           | 96                              | —                               | —                               | —                               | —                               | —                               | —                               | —                               | —                               | Goodies        |
| 2006                                                                                 | Get Up (feat. Chamillionaire)                                   | 7                               | —                               | —                               | —                               | 29                              | —                               | 5                               | 17                              | 189                             | The Evolution  |
| 2006                                                                                 | Promise                                                         | 11                              | —                               | —                               | —                               | —                               | —                               | —                               | —                               | —                               | The Evolution  |
| 2007                                                                                 | Like a Boy                                                      | 19                              | —                               | —                               | 20                              | 29                              | 11                              | 29                              | 16                              | 16                              | The Evolution  |
| 2007                                                                                 | Can't Leave 'Em Alone (feat. 50 Cent)                           | 40                              | —                               | —                               | —                               | 44                              | —                               | 4                               | 67                              | 109                             | The Evolution  |
| 2008                                                                                 | Go Girl (feat. T-Pain)                                          | 78                              | —                               | —                               | —                               | —                               | —                               | —                               | —                               | —                               | Fantasy Ride   |
| 2009                                                                                 | Never Ever (feat. Young Jeezy)                                  | 66                              | —                               | —                               | —                               | —                               | —                               | —                               | —                               | —                               | Fantasy Ride   |
| 2009                                                                                 | Love Sex Magic (feat. Justin Timberlake)                        | 10                              | 5                               | 6                               | 8                               | 7                               | 4                               | 6                               | 11                              | 5                               | Fantasy Ride   |
| 2009                                                                                 | Like a Surgeon                                                  | —                               | —                               | —                               | —                               | —                               | —                               | —                               | —                               | —                               | Fantasy Ride   |
| 2009                                                                                 | Work (feat. Missy Elliot)                                       | —                               | 66                              | —                               | —                               | —                               | 31                              | —                               | —                               | 52                              | Fantasy Ride   |
| 2010                                                                                 | Ride (feat. Ludacris)                                           | 42                              | 75                              | —                               | —                               | —                               | —                               | —                               | —                               | 75                              | Basic Instinct |
| 2010                                                                                 | Speechless                                                      | —                               | —                               | —                               | —                               | —                               | —                               | —                               | —                               | —                               | Basic Instinct |
| 2010                                                                                 | Gimmie Dat                                                      | 116                             | —                               | —                               | —                               | —                               | —                               | —                               | —                               | 111                             | Basic Instinct |
| 2012                                                                                 | Sorry                                                           | 122                             | —                               | —                               | —                               | —                               | —                               | —                               | —                               | 173                             | /              |
| 2012                                                                                 | Got Me Good                                                     | —                               | —                               | —                               | —                               | —                               | —                               | —                               | —                               | —                               | /              |
| 2013                                                                                 | Body Party                                                      | 22                              | —                               | —                               | —                               | —                               | —                               | —                               | —                               | 174                             | Ciara          |
| 2013                                                                                 | I'm Out (feat. Nicki Minaj)                                     | 44                              | —                               | —                               | —                               | —                               | —                               | —                               | —                               | —                               | Ciara          |
| 2013                                                                                 | Overdose                                                        | —                               | —                               | —                               | —                               | —                               | —                               | —                               | —                               | —                               | Ciara          |
| 2015                                                                                 | I Bet                                                           | 43                              | —                               | 95                              | —                               | —                               | —                               | —                               | —                               | 56                              | Jackie         |
| 2015                                                                                 | Dance like We're Making Love                                    | 100                             | —                               | 83                              | 199                             | —                               | —                               | —                               | —                               | —                               | Jackie         |
| 2018                                                                                 | Level Up                                                        | 59                              | —                               | —                               | 88                              | —                               | —                               | —                               | —                               | —                               | Beauty Marks   |
| 2018                                                                                 | Freak Me (feat. Tekno)                                          | —                               | —                               | —                               | —                               | —                               | —                               | —                               | —                               | —                               | Beauty Marks   |
| 2018                                                                                 | Dose                                                            | —                               | —                               | —                               | —                               | —                               | —                               | —                               | —                               | —                               | Beauty Marks   |
| 2019                                                                                 | Greatest Love                                                   | —                               | —                               | —                               | —                               | —                               | —                               | —                               | —                               | —                               | Beauty Marks   |
| 2019                                                                                 | Thinkin Bout You                                                | —                               | —                               | —                               | —                               | —                               | —                               | —                               | —                               | —                               | Beauty Marks   |
| 2019                                                                                 | Melanin (feat. Lupita Nyong'o, Ester Dean, City Girls, e LA LA) | —                               | —                               | —                               | —                               | —                               | —                               | —                               | —                               | —                               | /              |
| 2019                                                                                 | Evapora                                                         | —                               | —                               | —                               | —                               | —                               | —                               | —                               | —                               | —                               | /              |
| 2020                                                                                 | Rooted (feat. Ester Dean)                                       | —                               | —                               | —                               | —                               | —                               | —                               | —                               | —                               | —                               | /              |
| "—" indica che l'opera non è stata pubblicata o non si è classificata in quel paese. |                                                                 |                                 |                                 |                                 |                                 |                                 |                                 |                                 |                                 |                                 |                |

### Come artista ospite
| Anno                                                                                 | Titolo                                              | Posizione massima in classifica | Posizione massima in classifica | Posizione massima in classifica | Posizione massima in classifica | Posizione massima in classifica | Posizione massima in classifica | Posizione massima in classifica | Posizione massima in classifica | Posizione massima in classifica | Album                      |
| Anno                                                                                 | Titolo                                              | USA                             | AUS                             | CAN                             | FRA                             | GER                             | IRE                             | NZL                             | SWI                             | UK                              | Album                      |
| ------------------------------------------------------------------------------------ | --------------------------------------------------- | ------------------------------- | ------------------------------- | ------------------------------- | ------------------------------- | ------------------------------- | ------------------------------- | ------------------------------- | ------------------------------- | ------------------------------- | -------------------------- |
| 2005                                                                                 | Lose Control (Missy Elliott feat. Ciara)            | 3                               | 7                               | —                               | —                               | 25                              | 16                              | 2                               | 21                              | 7                               | The Cookbook               |
| 2005                                                                                 | Like You (Bow Wow feat. Ciara)                      | 3                               | 16                              | —                               | —                               | 39                              | 4                               | —                               | 72                              | 17                              | Wanted                     |
| 2006                                                                                 | So What (Field Mob feat. Ciara)                     | 10                              | 40                              | —                               | —                               | —                               | —                               | —                               | —                               | 56                              | Light Poles and Pine Trees |
| 2007                                                                                 | Promise Ring (Tiffany Evans feat. Ciara)            | 101                             | —                               | —                               | —                               | —                               | —                               | —                               | —                               | —                               | Tiffany Evans              |
| 2008                                                                                 | Stepped on My J'z (Nelly feat. Ciara)               | 90                              | —                               | —                               | —                               | —                               | —                               | —                               | —                               | —                               | Brass Knuckles             |
| 2008                                                                                 | Just Stand Up! (con AA.VV.)                         | 11                              | 39                              | 10                              | —                               | —                               | 11                              | 19                              | —                               | 26                              | /                          |
| 2009                                                                                 | Takin' Back My Love (Enrique Iglesias feat.Ciara)   | 104                             | —                               | —                               | 2                               | 9                               | 7                               | —                               | 23                              | 12                              | Greatest Hits              |
| 2019                                                                                 | Nails, Hair, Hips, Heels (Todrick Hall feat. Ciara) | —                               | —                               | —                               | —                               | —                               | —                               | —                               | —                               | —                               | Haus Party, Pt. 2          |
| 2019                                                                                 | The Git Up (Remix) (Blanco Brown feat. Ciara)       | —                               | —                               | —                               | —                               | —                               | —                               | —                               | —                               | —                               | /                          |
| "—" indica che l'opera non è stata pubblicata o non si è classificata in quel paese. |                                                     |                                 |                                 |                                 |                                 |                                 |                                 |                                 |                                 |                                 |                            |

### Singoli promozionali
| Anno | Titolo                                                                          | Album                 |
| ---- | ------------------------------------------------------------------------------- | --------------------- |
| 2008 | Feedback (So So Def Remix) (Janet Jackson feat. Busta Rhymes, Ciara e Fabolous) | /                     |
| 2011 | My Girl (Remix) (Mindless Behavior feat. Ciara, Tyga e Lil Twist)               | /                     |
| 2012 | Sweat (feat. 2 Chainz)                                                          | /                     |
| 2015 | Paint It, Black                                                                 | The Last Witch Hunter |

## Video musicali
| Anno | Titolo                       | Regista                             |
| ---- | ---------------------------- | ----------------------------------- |
| 2004 | Goodies                      | Benny Boom                          |
| 2004 | 1, 2 Step                    | Benny Boom                          |
| 2005 | Oh                           | Fat Cats                            |
| 2005 | And I                        | Fat Cats                            |
| 2006 | Get Up                       | Joseph Kahn                         |
| 2006 | Promise                      | Diane Martel                        |
| 2007 | Like a Boy                   | Diane Martel                        |
| 2007 | Can't Leave 'Em Alone        | Fats Cats                           |
| 2007 | That's Right                 | Fats Cats                           |
| 2008 | Go Girl                      | Melina Matsoukas                    |
| 2009 | Never Ever                   | Chris Robinson                      |
| 2009 | Love Sex Magic               | Diane Martel                        |
| 2009 | Work                         | Melina Matsoukas                    |
| 2009 | Basic Instinct (U Got Me)    | Phil the God                        |
| 2010 | Ride                         | Diane Martel                        |
| 2010 | Speechless                   | Colin Tilley                        |
| 2010 | Gimmie Dat                   | Melina Matsoukas                    |
| 2012 | Sorry                        | Christopher Sims                    |
| 2012 | Got Me Good                  | Joseph Kah                          |
| 2013 | Body Party                   | Director X                          |
| 2013 | I'm Out                      | Hannah Lux Davis                    |
| 2015 | I Bet                        | Hannah Lux Davis                    |
| 2015 | I Got You                    | Jordan Taylor Wright                |
| 2015 | Dance like We're Making Love | Dave Meyers                         |
| 2018 | Level Up                     | Parris Goebel                       |
| 2018 | Dose                         | Ciara, Jamaica Craft e Diana Martel |
| 2018 | Dose (versione 2)            | Ciara, Jamaica Craft e Diana Martel |
| 2019 | Freak Me                     | Tim Milgram                         |
| 2019 | Greatest Love                | Sasha Samsonova                     |
| 2019 | Thinkin Bout You             | Hannah Lux Davis                    |
| 2019 | Set                          |                                     |